# Торторелла
Торторелла (італ. Tortorella) — муніципалітет в Італії, у регіоні Кампанія,  провінція Салерно.
Торторелла розташована на відстані близько 330 км на південний схід від Рима, 140 км на південний схід від Неаполя, 95 км на південний схід від Салерно.
Населення — 528 осіб (2014).
Щорічний фестиваль відбувається 15 червня. Покровитель — святий Віт.

## Демографія
Населення за роками:

Станом на 1 січня 2023 року в муніципалітеті офіційно проживало 16 іноземців з 7 країн, серед них 11 громадян країн Євросоюзу.

## Сусідні муніципалітети
- Казалетто-Спартано
- Мориджераті
- Ривелло
- Санта-Марина
- Сапрі
- Торрака
- Вібонаті